# Vaux (Gouvy)
Pour les articles homonymes, voir Vaux.
Vaux est un hameau de la commune belge de Gouvy située en Région wallonne dans la province de Luxembourg. Il faisait partie, avant la fusion des communes de 1977, de la commune de Cherain.

## Géographie
Vaux se situe dans un vallon, au sud de la N827 qui relie Houffalize à Grüfflingen en passant par Gouvy.

### Altitude
Vaux est une des localités les plus basses de la commune avec une altitude qui varie entre 400 et 440 m.

## Histoire
En 1920, monsieur Thérer heurta du soc de sa charrue au lieudit « Tier des Strées » une épaisse muraille. Cette muraille, vestige d’une antique villa romaine, permit la mise au jour d’une jolie pierre votive dédiée aux dieux mânes. Cette pierre remarquable est aujourd’hui conservée au musée du cinquantenaire à Bruxelles ; on peut y lire : « Aux dieux Mânes, Vitorius Florentinus a élevé ce monument à Vitorius Caupius, décurion, son père. Sacerius Ammausus… »
Des fouilles réalisées en 1983 par le Cercle d’Histoire et d’Archéologie Ségnia ont remis au jour la chambre funéraire, un « loculus » en dalles de schiste, qui avait été vidé antérieurement et ne recélait plus que quelques cendres. La sépulture de ce dignitaire date de la fin du IIe ou du début du IIIe siècle de notre ère. Vitorius Caupius était sans doute un vétéran venu s’installer en Ardenne pour y exercer des fonctions administratives ou gérer un domaine.

## Patrimoine
Une chapelle moderne bâtie en moellons de grès polychromes et une grande croix se situent à un carrefour au centre du hameau.
Vaux possède, à son entrée en venant de Cherain, un petit lavoir de plan carré bâti au XIXe siècle de trois murs en pierre de grès schisteux et recouvert d’un toit d’ardoises à quatre pans. Il se trouve à l'écart au bout d'un chemin herbeux.
Quelques fermes importantes.